# سیارک ۳۶۹۵
سیارک ۳۶۹۵ (به انگلیسی: 3695 Fiala، نامگذاری:1973UU4) سه هزار و ششصد و نود و پنجمین سیارک کشف شده‌است که در ۲۱ اکتبر ۱۹۷۳ کشف شد.
قدر مطلق سیارک برابر ۱۳٫۹۰ است.